# ذيل الفأر البرينغلي
ذيل الفأر البرينغلي (الاسم العلمي: Myosurus pringlei) هو نوع من النباتات يتبع جنس ذيل الفأر من الفصيلة الحوذانية.